# Agnes Kiraly
Agnes Kiraly es una actriz húngara. En España su papel más conocido ha sido el de Nikoletta Balsko en la serie Hay alguien ahí (Cuatro).

## Filmografía

### Cine
- Memorias de Alicia - 2011
- Evelyn - 2011
- Kamikaze - 2014
- Rey Gitano - 2015

### Televisión
- El ministerio  del tiempo - 2018
- Aquí paz y después gloria - 2015 como Anka (secundaria)
- Sin identidad - 2014 como Irina Petrova (secundaria)
- Ciega a citas - (Es. "La verdad tiene dos caras") - 2014
- Aída - (Ep. "Loren de Arabia") - 2012
- Ángel o demonio - (Ep. "Secuestrada") - 2011
- Hay alguien ahí - 2009-2010 como Nikoletta Balsko (secundaria)
- Cazadores de hombres - (Eps. "Operación luna africana", "Operación Yakutov") - 2008
- Sin tetas no hay paraíso - (Eps. "Amigos bajo tierra", "Da svidania", "La función debe continuar") - 2008
- La que se avecina - (Ep. "Un teléfono, un pituclub y una humedad terrible") - 2008

- Datos: Q5476683